# Michel Amandry

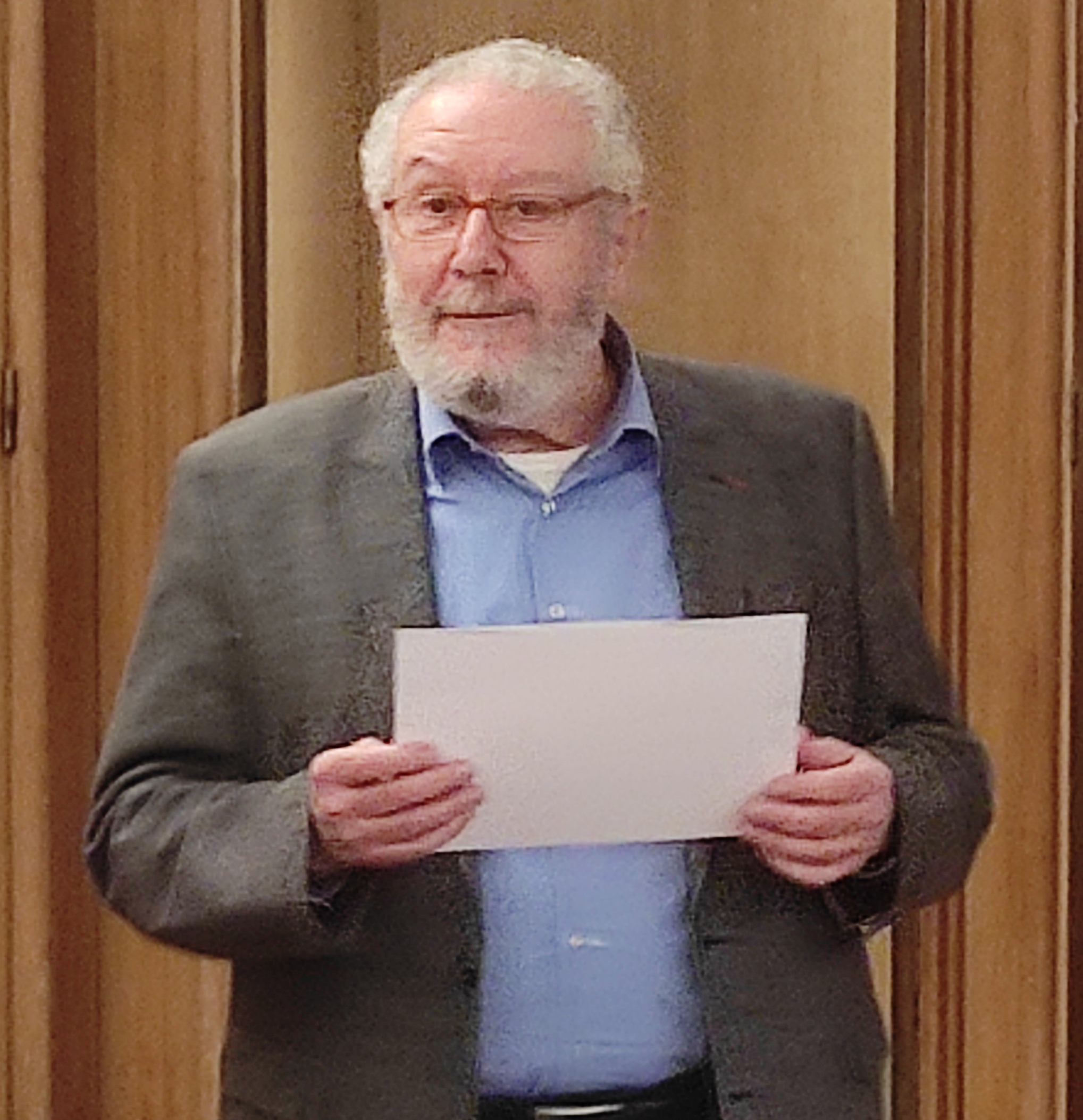
Michel Amandry, 2024

Michel Amandry (* 20. September 1949 in Athen) ist ein französischer Numismatiker.

## Leben und Wirken
Michel Amandry, Sohn des Archäologen Pierre Amandry, studierte in Straßburg und Paris, wo er 1979 an der Sorbonne promoviert wurde. Von 1991 bis September 2013 war er Direktor des Cabinet des Médailles, der Abteilung für Münzen, Medaillen und Altertümer der Bibliothèque nationale de France. Daneben lehrt er Numismatik als ‘directeur d'études’ an der École pratique des Hautes Études in Paris.
Sein Forschungsschwerpunkt ist die Numismatik des Römischen Kaiserzeit. Amandry ist korrespondierendes Mitglied der Österreichischen Akademie der Wissenschaften und des Deutschen Archäologischen Instituts, sowie Mitglied zahlreicher nationaler numismatischer Gesellschaften. Ihm wurden 2004 die  Archer M. Huntington Medal und die Medaille der Royal Numismatic Society verliehen.
Von 2003 und 2009 war er Präsidenten des International Numismatic Council / Conseil international de numismatique.
Weiterhin ist er an der Publikation zahlreicher numismatischer Schriften beteiligt gewesen: u. a. seit 2003 als Mitherausgeber der alle sechs Jahre erscheinenden Survey of Numismatic Research und als Herausgeber und Mitautor des 2001 publizierten Dictionnaire de numismatique.

## Veröffentlichungen (Auswahl)
- Trésor trouvé en Macédoine, monnaies impériales grecques. In: Cahiers Numismatique. Nr. 58, 1978, ZDB-ID 2970940-4, S. 211–216.
- Le Monnayage de Dymé (Colonia Dumaeorum) en Achaïe. Corpus. In: Revue Numismatique. Série 6, Bd. 23, 1981, S. 45–67, doi:10.3406/numi.1981.1812.
- Le monnayage Augustéen de Leptis Minor (Byzacène). In: Schweizer Münzblätter. Bd. 33/37, Nr. 129, 1983/1987, S. 11–14, doi:10.5169/seals-171311.
- Le Monnayage des duovirs corinthiens (= Bulletin de Correspondance Hellénique. Supplément. 15). École française d'Athènes u. a., Athen 1988, ISBN 2-86958-013-4 (= Dissertation).
- als Herausgeber mit Anderen: Anatolie antique. Fouilles françaises en Turquie. Catalogue de l'exposition, gypsothèque de l'Université Lumière Lyon II, 23 octobre–23 décembre 1990 (= Varia anatolica. 4, 2). Institut Français d'Études Anatoliennes, Paris u. a. 1990, ISBN 2-906053-16-3.
- als Herausgeber mit Andrew Burnett u. a.: Roman Provincial Coinage. British Museum Press u. a., London u. a. 1992–*.
- Coinage production and monetary circulation in Roman Cyprus. Bank of Cyprus Cultural Foundation, Nikosia 1993, ISBN 9963-42-042-7.
- The romanization of Hellenistic coinages in the Mediterranean East. In: Det Kongelige Norske Videnskabers Selskab. Forhandlinger. 1993, ISSN 0368-6302, S. 193–198.
- mit Andrew Burnett und Ian Carradice: From Vespasian to Domitian. (AD 69–96) (= Roman Provincial Coinage. Bd. 2). 2 Teilbände (Teilbd. 1: Introduction and Catalogue. Teilbd. 2: Indexes and Plates.). British Museum Press u. a., London u. a. 1999, ISBN 0-7141-0898-7.
- als Herausgeber: Dictionnaire de numismatique. Larousse, Paris 2001, ISBN 2-03-505076-6.
- als Herausgeber mit Anderen: A survey of numismatic Research. 1996–2001 (= Publications de l'Association Internationale des Numismates Professionnels. 14). International Association of Professional Numismatists, Madrid 2003, ISBN 0-87184-200-9.
- als Herausgeber mit Anderen: A survey of numismatic Research. 2002–2007 (= Publications de l'Association Internationale des Numismates Professionnels. 15). International Association of Professional Numismatists, Glasgow 2009, ISBN 978-1-902040-95-0.
- als Herausgeber: Trésors de la Gaule et de l'Afrique du Nord au IVe siècle de notre ère (= Trésors monétaires. 23). Bibliothèque Nationale de France, Paris 2009, ISBN 978-2-7177-2391-5.